# Кржишковский, Иннокентий Северин
Иннокентий Северин Кржишко́вский (пол. Innocenty Seweryn Krzyszkowski; 1789—1865) — настоятель общины ордена тринитаров в Вильне (ныне — Вильнюс).
Пользовались в своё время известностью его комментарии на творения Августина, св. Иоанна Златоуста и других учителей христианской церкви, напечатанные в «Dziejach dobroczynności krajowej i zagranicznej»; кроме того он издал «Wykład Swiętych Ewangelij» (Вильна, 1839—1841).